# Schloss Langenau (Schlesien)

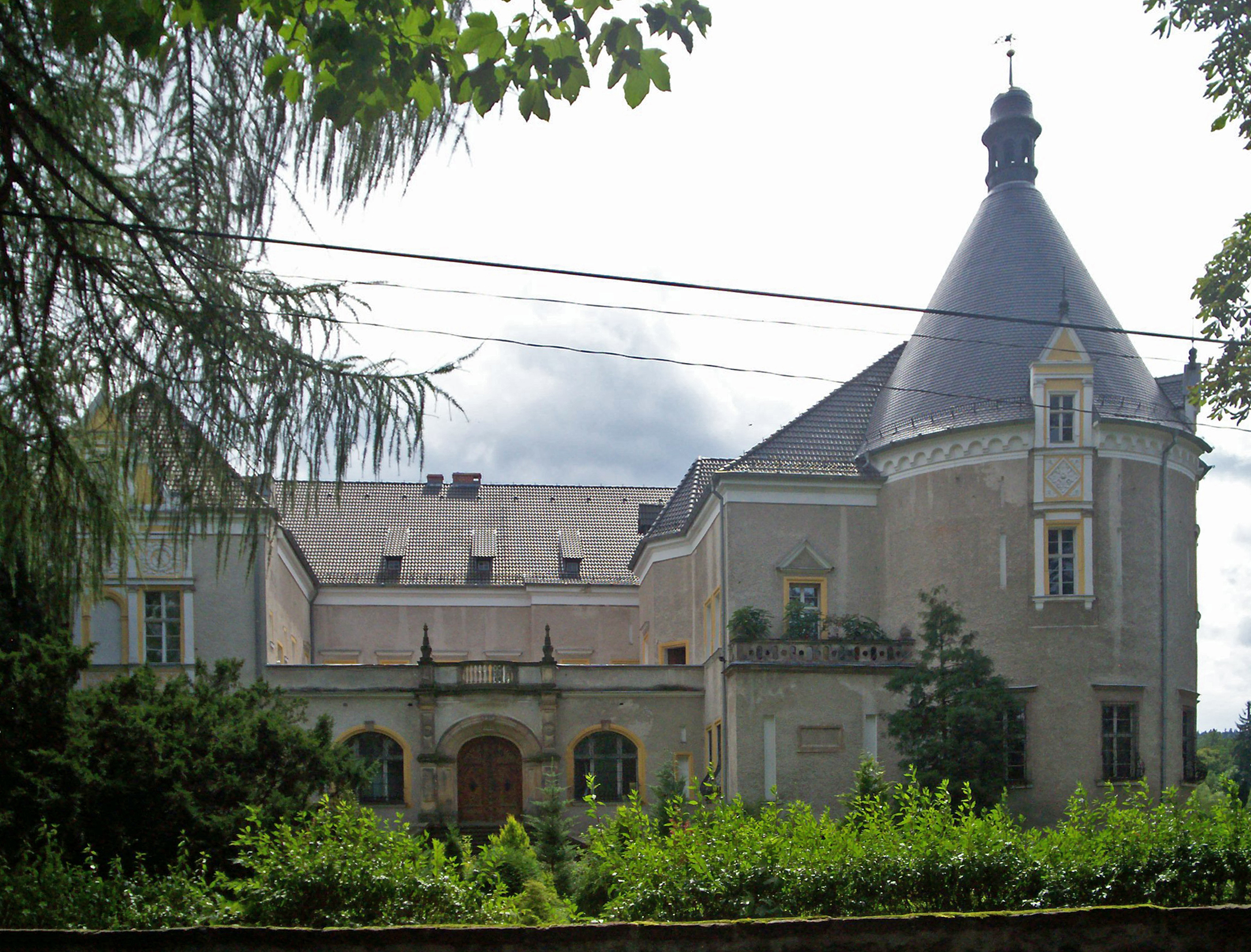
Schloss Langenau

Schloss Langenau (polnisch Pałac w Czernicy) ist ein Schloss in Czernica (deutsch Langenau) im Powiat Jeleniogórski (Kreis Hirschberg) in der Woiwodschaft Niederschlesien in Polen.

## Geschichte
Das Schloss geht vermutlich auf ein Festes Haus aus dem 14. Jahrhundert zurück, das von den Rittern von „Langenow“ errichtet wurde, deren Stammsitz es war. Nachfolgende Besitzer waren die von Kittlitz und danach die von Seydlitz. Anfang des 16. Jahrhunderts gelangte es an Caspar I. von Schaffgotsch, dessen Sohn das Gebäude 1543 zu einer dreiflügeligen Schlossanlage im Stil der Renaissance umbauen ließ.
Im Mai 1574 fand auf dem Schloss eine Disputation zwischen den Theologen Flacius Illyricus und Jacob Colerus statt. 
Nach mehreren Besitzerwechseln wurde das Schloss 1787 von der Familie von Förster erworben, die das Schloss im Stil der Neorenaissance umbaute. 1861 erwarb es der Dürener Kommerzienrat Leopold Schoeller für seine mit Dietrich von Klitzing-Schierokau verheiratete Tochter Adele. Mit dem Anbau eines vierten Schlossflügels wurde der Innenhof abgeschlossen.
Ende des Zweiten Weltkriegs war das Schloss durch den Einsatzstab Musik des Reichsleiters Alfred Rosenberg für Beutekunst beschlagnahmt. Unter den Beständen befanden sich u. a. wertvolle Musikinstrumente und Originalpartituren aus dem 18. Jahrhundert. Sie fielen mit der deutschen Kapitulation am 8. Mai 1945 in die Hände der Roten Armee. Große Teile der Sammlung wurden zerstört oder verschleppt. Das Schloss blieb unversehrt.
Nach dem Übergang an Polen 1945 wurde das zugehörige Gut Teil eines Volkseigenen landwirtschaftlichen Betriebes, während das Schloss Sitz der polnischen Miliz wurde. In den 1970er Jahren wurde es instand gesetzt. Nach der politischen Wende gelangte es 1992 in Privatbesitz.